# Van Rechteren

Rechteren

Van Rechteren (ook: Van Rechteren Limpurg en: von Rechteren-Limpurg-Speckfeld) is een oud adellijk geslacht uit Gelderland, en later ook Overijssel.

## Oorsprong en geschiedenis
De bewezen stamreeks begint met Fredericus van Hekeren (van der Ese), die in 1327 wordt vermeld als schout van Twente en in 1357 overleed. Zijn zoon Frederik van Heeckeren van der Eze (1320-ca. 1386), een van de machtigste edelen van zijn tijd, verwierf door zijn huwelijk met Lutgardis van Voorst het kasteel Rechteren in de gelijknamige buurtschap bij Dalfsen. De familie Van Voorst tot Voorst stamt eveneens in mannelijke lijn af van dit echtpaar.
De familie van Rechteren is nog immer eigenaar van de kastelen Rechteren en Almelo. Daarnaast bewoont de familie de oranjerie van het voormalige kasteel Enghuizen.

### Familie
In de loop der eeuwen ontstaan er vele familietakken.
De drie zonen van Joachim Adolf, heer van Rechteren, overl. 12-2-1682/6 vormen de volgende takken:
- 1.Rechteren-Rechteren: Johan Zeger van Rechteren, heer tot Rechteren, geb. 1655, overl. 13-3-1701.
- 2.Rechteren-Almelo: Adolf Hendrik, rijksgraaf van Rechteren, heer van Almelo vanaf 1674, geboren 10 maart 1656, verheven tot graaf van het Heilige Roomse Rijk 25-10-1705, overleden 15 maart 1731.
- 3.Rechteren-Mennigjeshave (uitgestorven 1839): Frederik Rudolf van Rechteren, heer tot Mennigjeshave, geboren 3 mei 1664, overleden 17 maart 1742 .

De tak Rechteren-Almelo vertakt zich reeds met de zonen van Adolf Hendrik:
- 2.1. Rechteren-Almelo (uitgestorven 1771): Adolf Philip Zeger rijksgraaf van Rechteren,  heer van Almelo vanaf 1731, geb. 19-2-1699, overl. 4-11-1771
- 2.2. Rechteren-Noorddeuringen (uitgestorven 1798): Frederik Willem (Frits) rijksgraaf van Rechteren, heer tot Noorddeurningen, geb. 14-1-1701, overl. 14-7-1770
- 2.3. Rechteren in Gramsbergen, Collendoorn en Hofstede (uitgestorven 1831): Reinhard Burchard Rutger rijksgraaf van Rechteren, heer van Gramsbergen en tot Collendoorn, geb. 5-7-1702, overl. 23-1-1780
- 2.4. Rechteren-Velner-I (uitgestorven 1731):Rudolf Bernard Volkert rijksgraaf van Rechteren, heer tot Velner, geb. 29-9-1703, overl. 27-4-1731
- 2.5. Rechteren-Velner-II (uitgestorven 1789): Karel August Emanuël rijksgraaf van Rechteren, heer tot Velner, geb. 3-11-1708, overl. 15-5-1789
- 2.6. Rechteren in Westerveld, Appeltern en Ahnen (uitgestorven 1902): Jacob Hendrik rijksgraaf van Rechteren, heer tot Woudenberg en Westerveld, geb. 2-11-1709, overl. 2-12-1783
- 2.7. Rechteren in Laer en Borgbeuningen (uitgestorven 1801): Johan Lodewijk (Louts) rijksgraaf van Rechteren, heer tot Laer, Borgbeuningen en Borgele, geb. 13-12-1714, overl. 5-3-1762

### Rechteren-Rechteren en het graafschap Limpurg-Speckfeld
Op 23 oktober 1711 werd het huwelijk gesloten tussen Joachim Hendrik Adolf, graaf van Rechteren tot Rechteren, Schuilenburg en Ehze (28 november 1687 - 15 maart 1719) met Amalia Alexandrina Frederica van Limpurg (5 juni 1689 - 2 april 1754). De bruid is een van de drie dochters en erfgenamen van Georg Everhard, laatste graaf van Limpurg-Speckfeld (overleden 1705). Haar zuster Christine, die mede-erfgenaam was in Speckfeld overleed in 1765 zonder nakomelingen. Na een verdrag met de erfgenamen van de derde zuster Frederika Augusta kwam het graafschap Speckfeld in 1772 geheel in het bezit van de familie Rechteren. Dit graafschap was Reichsunmittelbar, wat betekent dat het een van de honderden Duitse staten was.
De zoon van Joachim Hendrik Adolf en Amalia Alexandrina Frederica was graaf Johan Everhard Adolf (2 november 1714 - 1754). Deze huwde op 14 juli 1746 met Sophia Carolina Florentine (6 april 1725 - 3 juli 1805), dochter en erfgename van Adolf Philips, graaf van Rechteren-Almelo (19 februari 1699 - 4 november 1771). Na de dood van haar vader volgt zij hem op als vrouwe van Almelo. Dit betekent dat na haar dood in 1805 haar zonen zowel Limpurg-Speckfeld als Almelo en Rechteren bezitten. Twee zonen verdelen de bezittingen, waardoor er een Duitse tak en een Nederlandse tak ontstaan.
Het graafschap Limpurg-Speckfeld verliest zijn zelfstandigheid door de Rijnbondakte van 1806 en wordt deel van het koninkrijk Beieren. Het graafschap is gemediatiseerd en de eigenaar blijft deel uitmaken van de Europese hoge adel.
Op 6 november 1819 vindt er een verdeling plaats. Graaf Frederik Reinhard Burchard Rudolph (22 september 1752 - 20 juni 1842) staat zijn rechten in de heerlijkheden Rechteren, Almelo, Vriezenveen en Verborg af aan zijn oudere broer graaf Frederik Lodewijk Christiaan (29 februari 1748 - 8 september 1814) in ruil voor het alleenrecht in het graafschap Limpurg-Speckfeld. Op 26 mei 1818 wordt hij erfelijk rijksraad in Beieren en verleent de Beierse koning hem het predicaat Erlaucht. Dit wordt op 22 april 1829 bevestigd door de Duitse Bondsdag. Dat de jongere tak nu hoger in rang staat dan de oudere tak is zichtbaar in de Almanach de Gotha.

### Adelsbesluiten
In 1705 werd Adolph Hendrik van Rechteren door keizer Jozef I verheven tot graaf van het Heilige Roomse Rijk.
Vanaf 1814 werden verschillende leden van het geslacht benoemd in de ridderschap van Overijssel waardoor zij en hun nageslacht het predicaat jonkheer (jonkvrouw) mochten gaan voeren. In 1822 werd voor verschillende leden de titel van graaf (gravin) gehomologeerd.

#### Duitse hoge adel
Bij besluiten uit 1823 en 1829 werden jhr. Frederik Reinhard Burchard Rudolf van Rechteren Limpurg (1752-1842) en zijn nakomelingen ingelijfd in de Beierse adel en werden zij erkend te behoren tot de Hohe Adel met het predicaat Erlaucht. In 1911 werd het predicaat verleend aan alle afstammelingen. Deze tak stierf in 1995 uit.

#### Nieuw Duits grafelijk geslacht (1979)
Een van de laatste telgen van deze Duitse hoogadellijke tak was Luitgard Gräfin von Rechteren-Limpurg-Speckfeld (1910-1960). Zij trouwde in 1948 met Bechtold Ulrich Freiherr von und zu Massenbach (1908-1998). Uit dit huwelijk werd een zoon geboren: Icho Rubus Friedrich Sylvius Constantin Freiherr von und zu Massenbach (1950). Deze laatste werd in 1973/1975 wettelijk geadopteerd door zijn van oorsprong Nederlandse grootmoeder Adolphina Adriana Gräfin von Rechteren-Limpurg-Speckfeld née gravin van Rechteren (1888-1974). In 1979 werd dit bekrachtigd door een besluit van het Deutscher Adelsrechtsausschuß. Daarmee werd Icho de stamvader van het in 1979 ontstane nieuwe geslacht von Rechteren-Limpurg-Speckfeld en voert hij sindsdien naam en titel Icho Graf von Rechteren-Limpurg-Speckfeld, titels die ook aan zijn nageslacht worden doorgegeven; dit nieuwe geslacht behoort niet tot de hoge adel.

## Bekende telgen
- Johan van Rechteren (1595-1641), heer van Rechteren, Almelo, Vriezenveen en Bredenhorst.
- Frederik van Heeckeren van der Eze (†1386).
- Maria Clara van Rechteren (1777-1817), vrouwe van Heemse en van Collendoorn.
- Jacob Hendrik van Rechteren van Appeltern (1787-1845), gouverneur van Overijssel, Tweede Kamerlid.
- Johan Derck van Rechteren van Ahnem (1799-1886), gouverneur van Drenthe en Overijssel, lid van de Raad van State.
- Adolph Frederik Lodewijk van Rechteren Limpurg Almelo (1865-1935), commissaris van de Koningin in Overijssel.